# Your Filthy Little Mouth
Your Filthy Little Mouth četvrti je (LP) studijski album američkog rock vokala Davida Lee Rotha, objavljen u ožujku 1994. godine. U skladbi "Cheatin' Heart Cafe" pojavljuje se Američki country glazbenik Travis Tritt.
Na albumu se nalazi četrnaest kompozicija a njihov producent je Nile Rodgers.

## Popis pjesama
1. "She's My Machine" (Byrom/Neuhauser/David Lee Roth) – 3:53
2. "Everybody's Got the Monkey" (Hunting/Roth/Simes) – 3:01
3. "Big Train" (Kilgore/Roth/Sturges) – 4:14
4. "Experience"  (Kilgore/Roth) – 5:54
5. "A Little Luck" (Anderson/Hunter/Roth) – 4:40
6. "Cheatin' Heart Cafe" (Kilgore/Roth) – 4:06
7. "Hey, You Never Know" (Kilgore/Roth) – 2:46
8. "No Big 'Ting" (Kilgore/Roth) – 4:51
9. "You're Breathin' It" (Hilton/Kilgore/Roth) – 3:46
10. "Your Filthy Little Mouth" (Kilgore/Roth) – 3:02
11. "Land's Edge" (Kilgore/Roth) – 3:12
12. "Night Life" (Breeland/Buskirk/Nelson) – 3:35
13. "Sunburn" (Kilgore/Roth) – 4:42
14. "You're Breathin' It [Urban NYC Mix]" (Kilgore/Roth) – 4:13

## Popis izvođača
- David Lee Roth: Vokal
- Travis Tritt: Vokal u skladbi "Cheatin' Heart Cafe"
- Terry Kilgore (gitara)
- John Regan (bas-gitara)
- Tony Beard (bubnjevi)
- Steve Hunter (gitara)
- Richard Hilton (klavijature)

## Singlovi
| Godina | Top lista              | Singl              | Mjesto |
| ------ | ---------------------- | ------------------ | ------ |
| 1994   | Mainstream Rock Tracks | "She's My Machine" | 12     |